# Palo Blanco, San Luis Potosí
Palo Blanco är en ort i Mexiko.   Den ligger i kommunen Villa de Guadalupe och delstaten San Luis Potosí, i den centrala delen av landet, 400 km norr om huvudstaden Mexico City. Palo Blanco ligger 1 324 meter över havet och antalet invånare är 314.
Terrängen runt Palo Blanco är platt österut, men västerut är den kuperad. Runt Palo Blanco är det mycket glesbefolkat, med 6 invånare per kvadratkilometer. Närmaste större samhälle är San Francisco, 5,5 km söder om Palo Blanco. Omgivningarna runt Palo Blanco är i huvudsak ett öppet busklandskap.